# Cryptanthus burle-marxii
Cryptanthus burle-marxii är en gräsväxtart som beskrevs av Elton Martinez Carvalho Leme. Cryptanthus burle-marxii ingår i släktet Cryptanthus, och familjen Bromeliaceae. Inga underarter finns listade i Catalogue of Life.